# Chumbinho (munição)

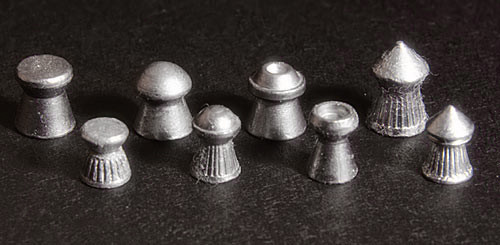
Munições do tipo "chumbinho" para armas de pressão. Linha superior calibre .22, inferior calibre .177. Da esquerda para a direita: achatada • abaulada • ponta oca • pontiagudo.

Chumbinho (português brasileiro) ou chumbo (português europeu) são as designações populares na língua portuguesa para um projétil, em geral, nos dias de hoje, não esférico, projetado para ser disparado de uma arma de pressão, e uma arma que dispara tais projéteis, é chamada popularmente de "arma de chumbinho" (no Brasil).

## Características
Os projéteis de armas de pressão diferem dos utilizados nas armas de fogo em termos das pressões encontradas; as armas de pressão operam a pressões muito mais baixas, na verdade 3.000 psi no máximo. Já as armas de fogo operam a pressões muito maiores, o calibre .22 LR por exemplo, opera a cerca de 24.000 psi no máximo. As armas de pressão, geralmente usam um projétil levemente subdimensionado que é projetado para se deformar quando disparado, de modo a selar o cano e se amoldar à parede interna do mesmo; já as armas de fogo têm pressão suficiente para forçar um projétil ligeiramente maior que o diâmetro interno do cano, selando o cano até ser expelido com o aumento da pressão na câmara. Como os chumbinhos são geralmente disparados através de um cano de alma lisa, eles geralmente são projetados para serem inerentemente estáveis, assim como os balotes usados nas escopetas.